# Erin Doherty
Erin Doherty, née le 16 juillet 1992 à Crawley, est une actrice britannique. Elle est connue pour ses rôles de la jeune princesse Anne dans les troisième et quatrième saisons de The Crown et de Becky dans le drame Chloé, sorti en 2022.

## Formation
Erin Rachel Doherty est d'origine irlandaise et originaire de West Green, West Sussex,,. Elle a grandi à Crawley, dans la rue qui porte le nom de Princess Road. Elle a étudié à Hazelwick School à Crawley. Elle a suivi un cours d'un an à la Guildford School of Acting (2011-2012) avant de se former à la Bristol Old Vic Theatre School (2012-2015),.
Pendant sa formation, Elle remporte un prix, le Stephen Sondheim Society Student Performer of the Year Award (SSSSPOTY) en 2015 pour son interprétation de "Broadway Baby" de la comédie musicale Follies,.

## Théâtre
Doherty est une actrice qui a débuté avec le théâtre et qui continue d'y jouer fréquemment. Depuis l'obtention de son diplôme de la Bristol Old Vic Theatre School en 2015, elle est apparue dans plusieurs productions dans certains des plus grands théâtres de Londres. Ses performances de comédienne ont attiré de nombreuses éloges de la part des principaux critiques de théâtre. Le critique Michael Billington, du Guardian, a nommé Doherty comme "l'une des plus grandes découvertes de l'année" en 2017  après sa performance dans My Name Is Rachel Corrie, une pièce solo sur l'activiste Rachel Corrie. Sa performance dans la pièce Junkyard de Jack Thorne, a conduit le critique Kris Hallett, de What's On Stage, à écrire "Doherty est la star ici, et de droit sera bientôt une star à part entière". Son jeu dans la pièce d'Alan Ayckbourn, The Divide au Old Vic Theatre, où elle a le rôle principal, a été décrite par Dominic Cavendish pour The Daily Telegraph comme ayant "une puissance d'étoile aussi brillante que n'importe quoi".

## Carrière
Sa première apparition télévisée a eu lieu dans un épisode de Call the Midwife en 2016. En 2018, elle a un rôle dans la mini-série de la BBC Les Misérables,.
En 2018, Doherty a été nommée « Star of Tomorrow » (espoir)  dans le magazine professionnel Screen International et aussi Evening Standard Rising Star,.
En 2019, Doherty apparaît comme la princesse Anne dans la troisième saison de The Crown. Comme elle ne connaissait que peu de choses sur la princesse avant d'être sélectionnée pour ce rôle, elle a étudié l'histoire et la vie de la famille d'Anne. Choisie pour incarner la princesse Anne dans sa jeunesse, Doherty a tenu à ne regarder que des images de la princesse à l'âge où elle la représentait, plutôt que des interviews d'Anne plus tard dans la vie,. La voix d'Anne est très différente de celle de Doherty, étant beaucoup plus grave; l'actrice a passé du temps à l'apprendre et à l'imiter soigneusement, trouvant que c'était "la clé de sa psyché". Après la troisième saison, Doherty a repris son rôle de princesse Anne dans la saison suivante.
En 2022, Doherty est une des protagonistes du drame de BBC / Amazon Prime, Chloé aux côtés de Poppy Gilbert. Elle y interprète le rôle de Becky. Elle a également été choisie pour incarner Anne Askew dans le drame historique Le Jeu de la reine .

## Filmographie

### Cinéma

#### Longs métrages
- 2024 : Le Jeu de la reine (Firebrand) de Karim Aïnouz : Anne Askew
- 2024 : Reawakening de Virginia Gilbert : Clare

#### Courts métrages
- 2020 : The Last Jeff de Ben Robins : Maddy
- 2023 : If You're Happy de Phoebe Arnstein : Lotte

### Télévision

#### Séries télévisées
- 2017 : Call the Midwife : Jessie Marsh
- 2019 : Les Misérables : Fabienne
- 2019 - 2020 : The Crown : Princesse Anne
- 2020 : Unprecedented : Dee
- 2022 : Chloé : Becky
- 2025 : Adolescence : Briony Ariston
- 2025 : A Thousand Blows : Mary Carr

## Récompenses et nominations
| An   | Prix                          | Catégorie                                       | Œuvre nommée | Compagnie/Théâtre      | Résultats | Réf.   |
| ---- | ----------------------------- | ----------------------------------------------- | ------------ | ---------------------- | --------- | ------ |
| 2015 | Stephen Sondheim Society      | Prix de l'étudiant interprète de l'année        | Follies      | Théâtre Garrick        | Lauréate  | ,      |
| 2017 | Prix du théâtre de Manchester | Meilleure actrice dans une production en studio | Wish List    | Royal Exchange Theatre | Lauréate  | [ 21 ] |
| 2020 | Festival du film de Newport   | Breakthrough Artist Award                       | The Crown    | Netflix                | Lauréate  | [ 22 ] |
| 2021 | Prix du Derby d'or            | Meilleure actrice dans un second rôle - Drame   | The Crown    | Netflix                | Nommée    | [ 23 ] |